# Ipomoea alba
Ipomoea alba, llamada comúnmente nicna de Nueva Andalucía o quiebracajete, es una especie del género Ipomoea de hábito trepador, nativa del Nuevo Mundo; desde el norte de Argentina al norte de México y Florida y naturalizada en las regiones tropicales y subtropicales.

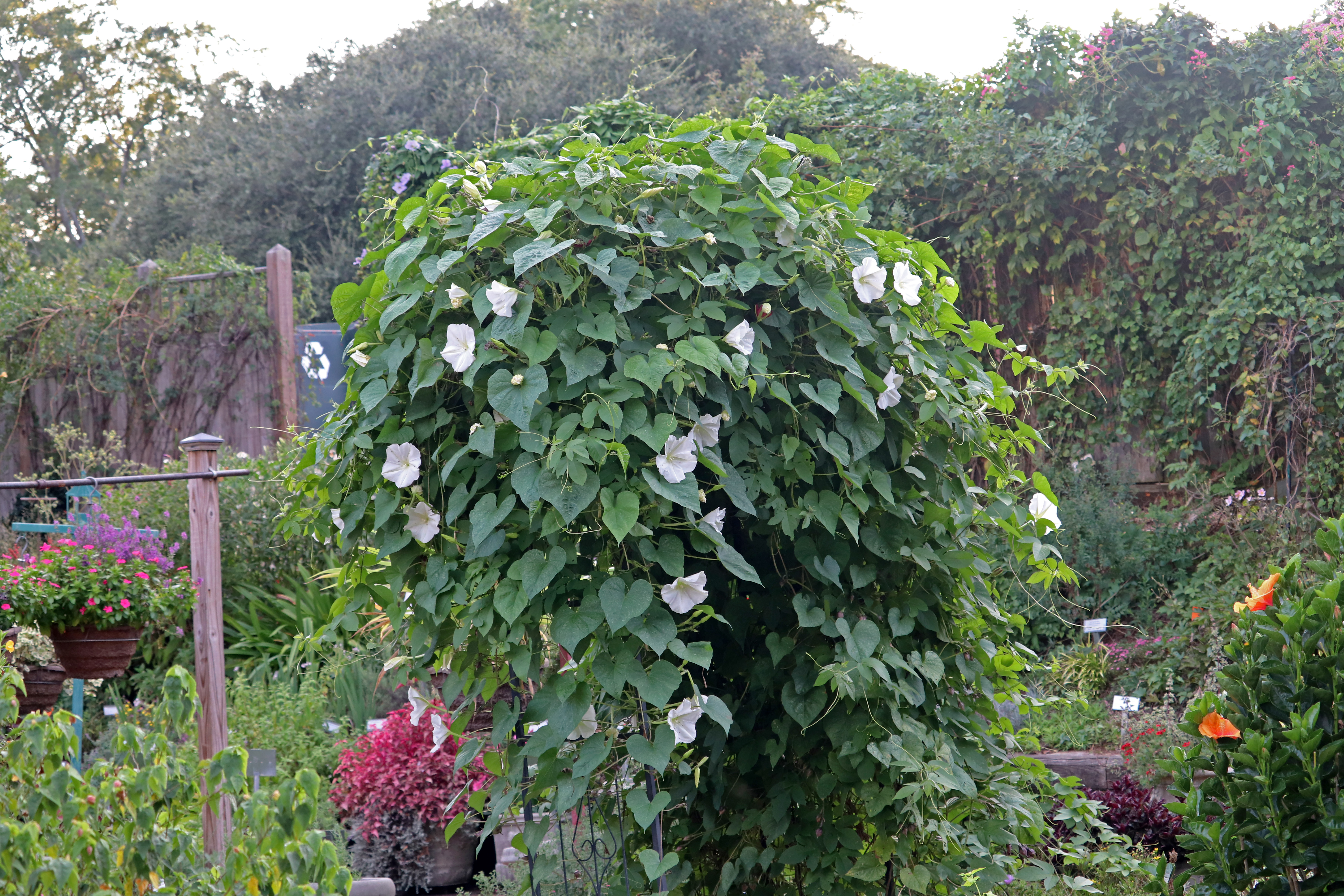
Hábito

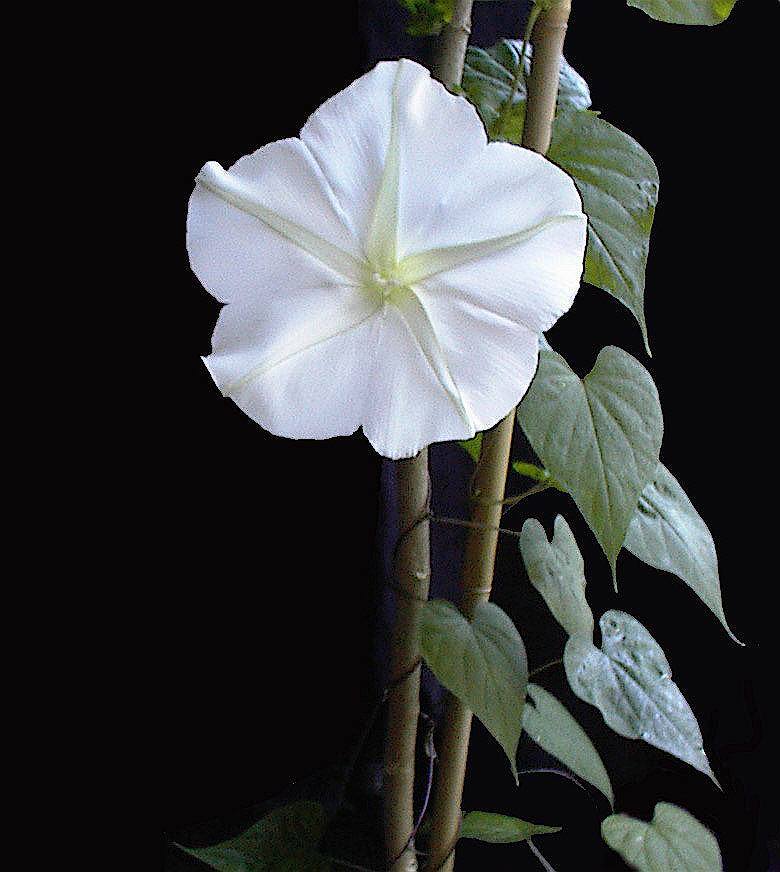
Vista de la flor

## Descripción
Es una herbácea anual o perenne de crecimiento vigoroso con tallos de entre 5 a 30 m que pueden prosperar de forma rastrara formando extensas matas enredadas o trepar enroscándose a cualquier soporte u otra planta cercana. Las hojas son ovadas a circulares, a veces trilobuladas, de 10-20 por 5-16 cm con márgenes enteros o angulares y ápice acuminado; peciolos de 5 a 20 cm. Inflorescencias axilares en cimas helicoidales con una o varias flores. Flores hermafroditas, actinomorfas, de forma tubular terminando en una amplia corola extendida con 5 pétalos soldados de 7 a 12 cm de diámetro, ondulados, de color blanco con bandas verdosas longitudinales. El fruto es una cápsula ovoide de 2,5-3 cm. Semillas blancas, negras o marrones de 7-8 mm.
Flores fragantes de apertura nocturna. Son polinizadas por polillas.

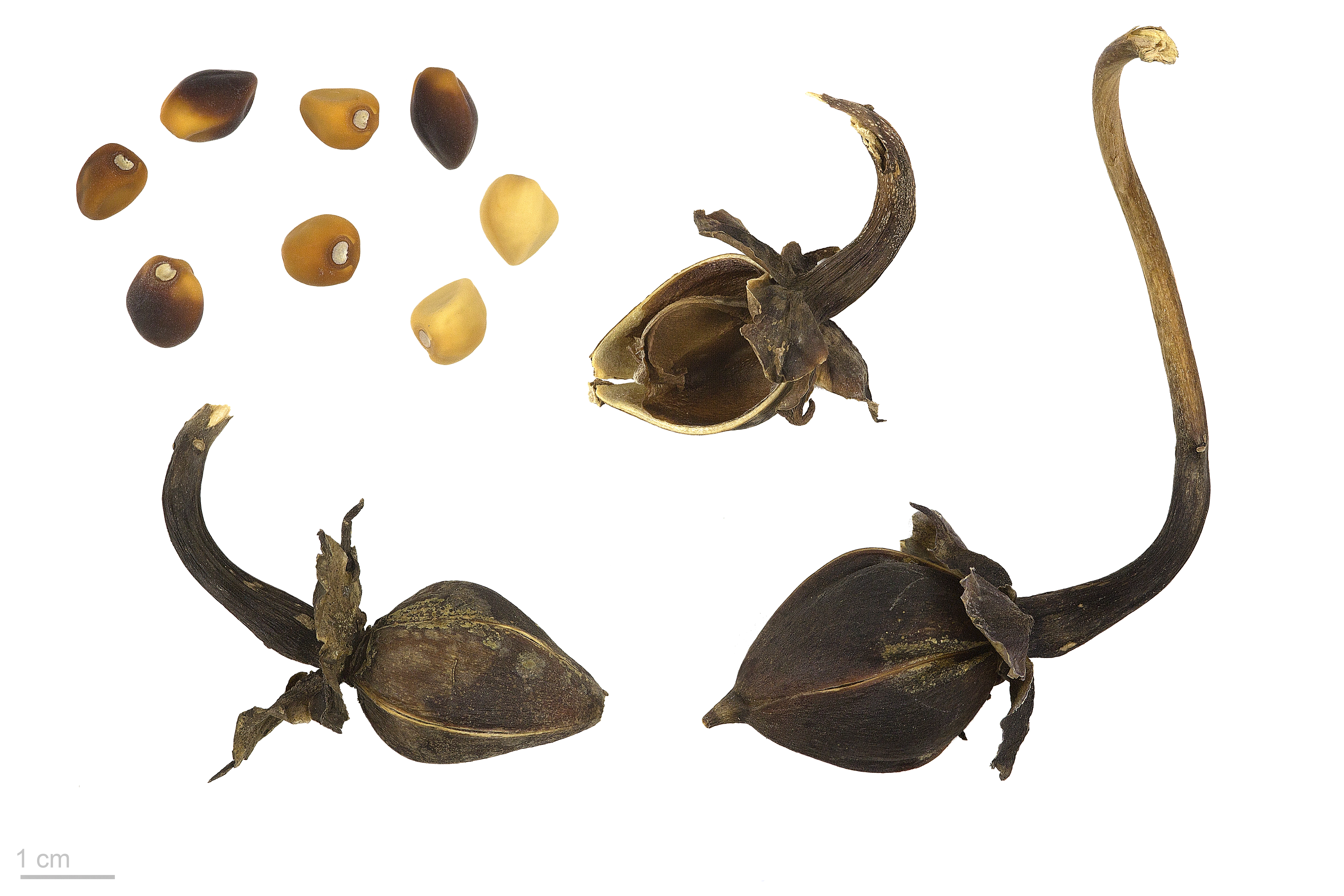
Frutos y semillas

## Distribución y hábitat
Se distribuye por todas las regiones tropicales y subtropicales del mundo, donde se encuentra naturalizada y en cultivo. Habita bosque húmedo y lluviosos, pastizales, cunetas y zonas perturbadas desde el nivel del mar hasta los 1500 m s. n. m.

## Usos y cultivo
Se cultiva ampliamente como planta ornamental por sus flores.

En la medicina tradicional del Caribe y Sudamérica se utiliza como laxante y vermífuga.

#### Uso histórico
Las antiguas civilizaciones mesoamericanas utilizaron el jugo de I. alba para procesar el látex del árbol Castilla elastica para fabricar pelotas de goma. El azufre de esta especie sirve para vulcanizar el caucho, un proceso anterior al descubrimiento de Charles Goodyear en al menos 3.000 años.

#### Cultivo
No sobrevive a temperaturas por debajo de los -5 °C, por lo que en regiones de clima frío se comporta como planta anual. Se propaga por semillas o de forma vegetativa. Requiere exposición soleada con suelos húmedos y bien drenados.

#### Especie invasiva
Esta especie se encuentra incluida en el Global Compendium of Weeds y clasificada como invasiva en China, Australia, Nueva Zelanda, algunas islas del Pacífico, Sudáfrica y Cuba. Una vez naturalizada o en cultivo, se propaga rápidamente compitiendo con las especies autóctonas.

## Taxonomía
Ipomoea alba  fue descrita por Carlos Linneo y publicada en Species Plantarum 1: 161. 1753.
Etimología
Ver: Ipomoea
alba: epíteto latíno que significa "blanco".
Sinonimia
- Calonyction aculeatum (L.) House
- Calonyction aculeatum var. lobatum (Hallier f.) C.Y.Wu
- Calonyction album (L.) House
- Calonyction bona-nox (L.) Bojer
- Calonyction bona-nox var. lobatum Hallier f.
- Calonyction pulcherrimum Parodi
- Calonyction speciosum Choisy
- Convolvulus aculeatus L.
- Convolvulus aculeatus var. bona-nox (L.) Kuntze
- Convolvulus bona-nox (L.) Spreng.
- Convolvulus pulcherrimus Vell.
- Ipomoea aculeata (L.) Kuntze
- Ipomoea aculeata var. bona-nox (L.) Kuntze
- Ipomoea bona-nox L.[8]